# Chiesa di Santa Maria di Mili
La chiesa normanna Santa Maria di Mili è una tra le più antiche testimonianze di architettura religiosa normanna della Sicilia e della città di Messina. La chiesa, con l'annesso ex monastero, sorge sulla riva sinistra del torrente Mili nei pressi dell'abitato di Mili San Pietro, nel comune di Messina.

## Storia
Edificata intorno al 1090 dal Gran Conte Ruggero I di Sicilia (che nel 1092 vi fece seppellire il figlio naturale Giordano, morto in battaglia a Siracusa) e da lui affidata, nello stesso 1092, ai monaci basiliani guidati dall'egumeno Michele, la chiesa sorge probabilmente sul luogo di un precedente cenobio di epoca bizantina.
L'abbazia basiliana, tra le più importanti della Sicilia medievale, conobbe periodi di splendore e decadenza che si alternarono fino al 1542, anno della cessione, ad opera di Carlo V, dell'abbazia al neocostituito Grande Ospedale di Messina.
Nel 1866, in seguito all'emanazione delle leggi eversive dello Stato unitario, il monastero e la chiesa furono incamerati dal Demanio; il monastero fu venduto a privati, mentre la chiesa è tuttora patrimonio del Fondo Edifici di Culto del Ministero dell'interno.
Nonostante un intervento di ristrutturazione nel 2004, la Chiesa di Mili San Pietro è tuttora chiusa al pubblico.

## Architettura
La parte più notevole della chiesa è quella absidale, in cui spiccano le tre cupole emisferiche, la maggiore e le due minori, di chiara matrice islamica e l'abside centrale, l'unica emergente all'esterno, in stile romanico.
La chiesa fu ingrandita nella prima metà del XVI secolo, subendo un allungamento longitudinale che determinò la realizzazione di una nuova facciata e l'innalzamento del livello della copertura.

## Opere d'arte
A seguito degli interventi di restauro post terremoto operati dall'architetto Valenti, la chiesa fu totalmente spogliata all'interno degli stucchi, degli intonaci e degli altari. Provengono da essa una tavola del 1638 del pittore Francesco Laganà raffigurante la Madonna del Rosario raffigurata tra devoti oranti, un'acquasantiera in marmo cinquecentesca ed una campana settecentesca, custoditi nella chiesa parrocchiale di Mili San Pietro. La lapide che ricorda la sepoltura di Giordano è conservata nei depositi del Museo regionale di Messina.